# Miliónová bankovka (povídka)
Miliónová bankovka je povídka Marka Twaina z roku 1893, vydaná ve sbírce povídek Miliónová bankovka a další příběhy. 

## Děj
Hlavní hrdina pracuje jako úředník v americké makléřské firmě a vždy v sobotu je zvyklý trávit odpoledne na malé plachetnici v zátoce. Jednoho dne ho však proud odnesl příliš daleko. Naštěstí ho nabrala malá loď směřující do Londýna, kde se vylodil jako žebrák – bez peněz a ve špinavém oblečení. Druhý den se procházel parkem a viděl na zemi zablácenou hrušku. Dlouho se rozmýšlel, zda ji sebrat, a když už se pro ni shýbl, otevřely se za ním dveře a bylo mu řečeno, ať jde dál.
Byl to dům dvou starších bohatých bratrů, kteří uzavřeli sázku. Banka Londýna kdysi vydala dvě bankovky v hodnotě milionu liber. Jen jedna však byla použita a poté zrušena, druhá ležela v trezoru banky. Jeden bratr šel do banky a bankovku koupil. Tvrdil, že člověk, který by se toulal Londýnem jen s touto bankovkou v kapse, přičemž by nemohl vysvětlit, jak k ní přišel, by nezemřel. Druhý bratr tvrdil, že ano. Sepsali tedy dopis a vyhlíželi toho správného člověka.

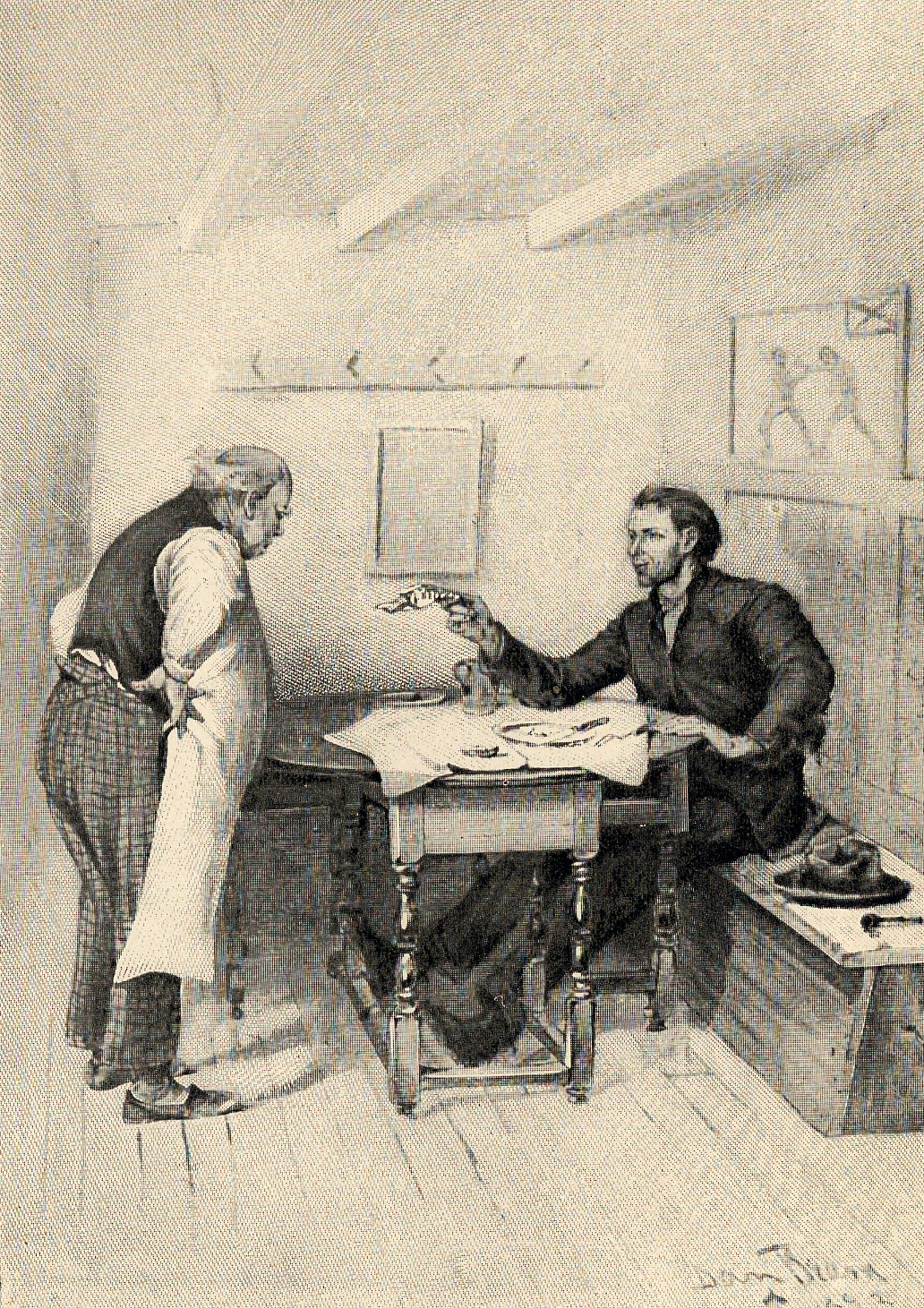
Hrdina platí v jídelně milionovou bankovkou – ilustrace z roku 1896

Vybraný hrdina tedy dostal obálku a venku ji otevřel - když zjistil, že je v ní nějaká bankovka, šel do nejbližší laciné jídelny a dosyta se najedl. Pak vyndal opět bez prohlížení bankovku z obálky a podal ji majiteli. Teprve, když majitel při pohledu na bankovku ztuhl, konečně si všiml, o kolik peněz se jedná - prožil šok, ale rychle se vzpamatoval a požádal majitele, ať nezdržuje a vrátí mu nazpět. Majitel mu řekl, že tak velkou bankovku nemůže rozměnit a že je ochoten nechat takovou drobnost někdy na příště. Hrdina se rozhodl, že bankovku půjde bratrům vrátit, ale sluha mu oznámil, že odjeli, a připomněl mu, aby si přečetl dopis. V něm se hrdina dozvěděl, že obnos je mu zapůjčen na 30 dní bez úroku a že po uplynutí této doby se má ohlásit v domě. A pokud si s bankovkou vystačí, dostane hrdina jakékoli postavení, o které si řekne. Hrdina tedy odešel a rozhodl se koupit si nové oblečení. Ale opět se stalo to, co v jídelně. Nebyli schopni mu bankovku rozměnit a byli ochotni posunout placení na dobu neurčitou.
Během několika dnů se hrdina díky milionové bankovce proslavil – psaly o něm noviny, všude ho provázel dav. Dostal se dokonce na večeři u amerického velvyslance, který mu nabídl, aby u něj po dobu pobytu v Anglii bydlel. Na večeři u velvyslance se hrdina seznámil s Portií Langhamovou, do které se zamiloval a ona do něj. Rozhodl se tedy prozradit jí celé tajemství, ona se však jen smála. S pomocí svého bývalého kamaráda, kterého v Londýně potkal, dokonce s bankovkou vydělal ještě 200 tisíc.
Po 30 dnech šel hrdina i s Portií opět do domu, aby se konečně dozvěděl, o co vlastně v celé sázce šlo. A tak mu bratři vše pověděli. Čekalo ho však ještě jedno překvapení, Portie byla dcerou jednoho z bratrů, a tak o postavení, které si hrdina vybere, nebylo nejmenších pochyb – vybral si postavení zetě, a těch vydělaných 200 tisíc utratili s Portií na svatbu.

## Filmová podoba
- Miliónová bankovka, britský film z roku 1954, režie Ronald Neame, hlavní roli ztvárnil Gregory Peck.